# Стара Павлица
Стара Павлица е православен манастир, който се намира в Поибрието.
От този манастир до днес е оцеляла само църквата, която се намира на скала над река Ибър и точно над жп линията на 6 км северно от град Рашка.
Датиран е със сигурност от времето преди Неманичите, той е измежду 3-те верски обекта, запазили се в областта, заедно с Петрова църква и Кончулския манастир. Не е известно кой го е издигнал и на кой християнски светец е бил посветен, но предположително е датиран от втората половина на 12 век. Споменат е като действащ по времето на Стефан Първовенчани.
Строен е от камък и тухла. Има частично запазили се стенописи, които притежават несъмнено художествено-историческа ценност. Стенописите са частично обновени през 1970 г. Стилистичният анализ по аналогия с други църкви с подобна архитектурна концепция показва, че църквата е съществувала на мястото си още във времето преди жупанстването на Стефан Неманя. Изписвана е два пъти, като второто датира от 18 век.

Църквата на Стара Павлица има форма на еднокорабна базилика, под формата на кръст с купол и четири колони. На източната ѝ страна имало три апсиди, като средната била най-голяма.